# Kalaallit Nunaata Radioa
Kalaallit Nunaata Radioa (KNR) est la société de la radiotélévision publique nationale du Groenland. Fondée en 1958, il s'agit d'une entreprise publique indépendante appartenant à l'État groenlandais. Elle fonctionne en partenariat avec Danmarks Radio (DR), la société de radiotélévision danoise, et est membre associé de l'Union européenne de radio-télévision (UER) et de Nordvision.
Basée à Nuuk, elle gère deux chaines de télévision (KNR1, KNR2) et une station de radio (KNR) qui couvrent une grande partie du territoire groenlandais.

## Organisation

### Direction
KNR est une société publique indépendante gérée par un conseil d'administration composé de 5 membres et d'un directeur général, actuellement Karl-Henrik Simonsen, en poste depuis avril 2016.

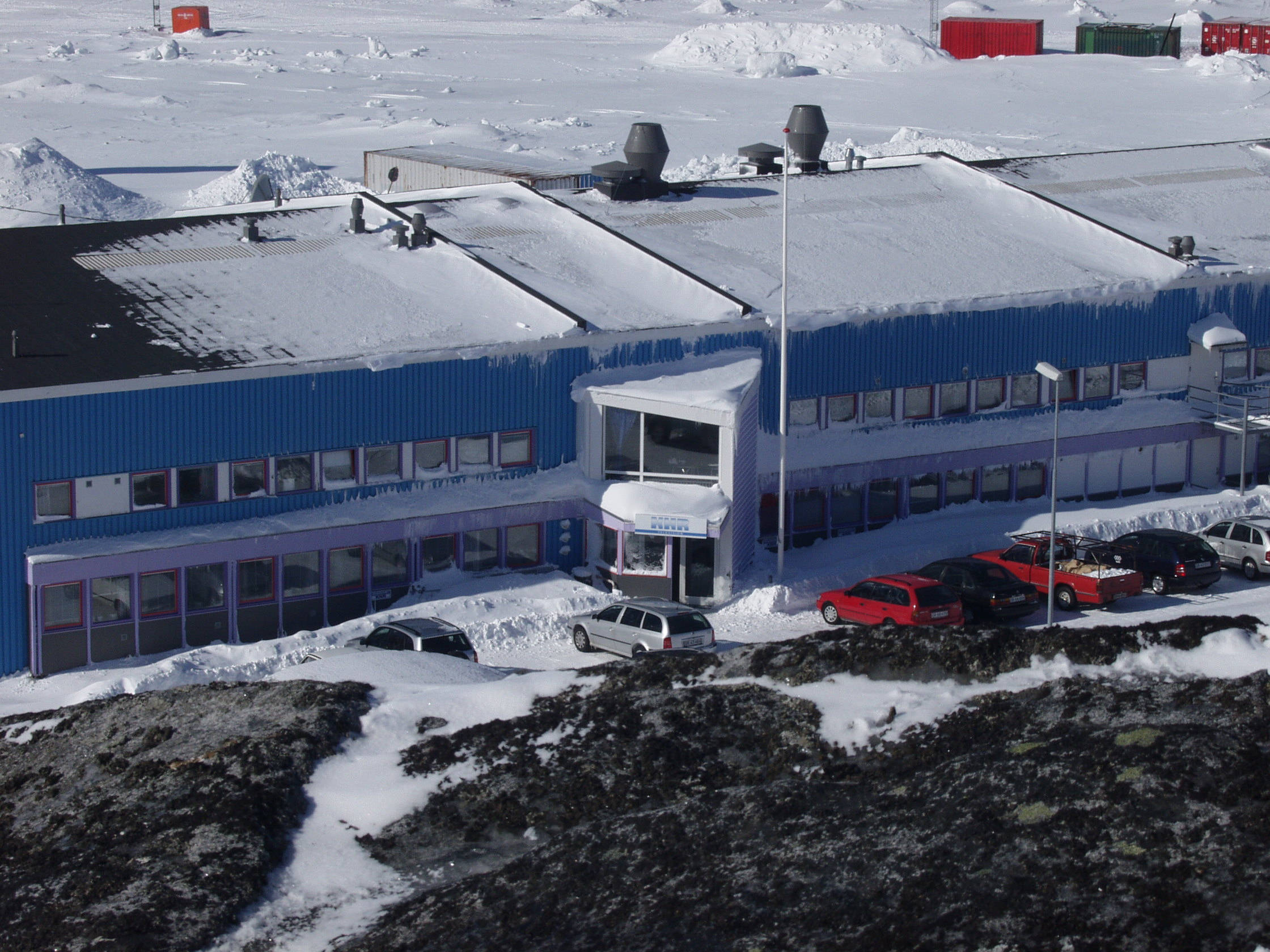
Siège de Kalaallit Nunaata Radioa à Nuuk.
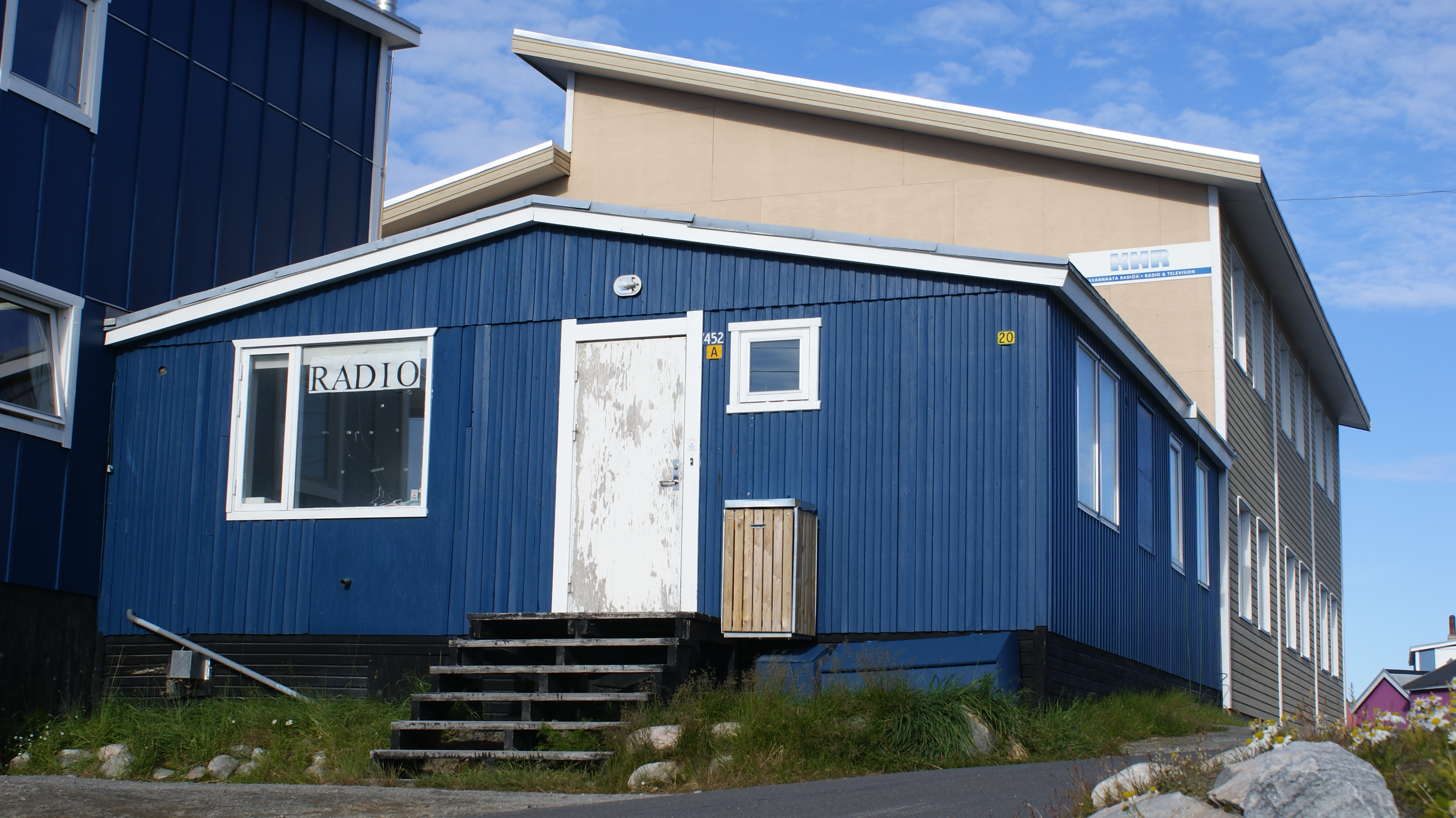
Studio de Kalaallit Nunaata Radioa situé à Ilulissat.

### Financement
Près d'une centaine de personnes sont directement employées par cette entreprise qui compte parmi les plus importantes du territoire. Son financement provient essentiellement de la perception d'une redevance audiovisuelle et de recettes publicitaires.

## Activités
KNR diffuse ses programmes télévisés sur la chaine KNR1. Quand il y a une convergence de la diffusion en simultanée, le réseau KNR2 est utilisé pour la télévision. 
À la télévision sont aussi offert le Télétexte (TTV), guide des programmes (EPG) version en différentes langues de l'émission sélectionnée.
Les programmes de la télévision autonome - nés en 1982 - sont diffusés quotidiennement de 13 h à minuit et comprennent des productions locales (émissions de plateau), deux journaux télévisés (éditions de 18 h 30 et de 21 h), des productions issues de la radiotélévision danoise DR ainsi que des séries importées (productions américaines ou européennes notamment).
La radio groenlandaise diffuse quant à elle de 6 h 30 à 22 h 30 un programme composé d'informations locales et internationales, de musique et de chroniques thématiques. Ces deux médias émettent essentiellement en groenlandais.